# José Mario Fallótico
José Mario Fallótico (San Vicente, Santa Fe, o Buenos Aires 10 de octubre de 1897-Buenos Aires, 7 de junio de 1962) fue un activista político argentino, al cual algunas fuentes periodísticas atribuyen la creación del bastón blanco para ciegos.

## Biografía
Algunas fuentes sitúan su nacimiento en la localidad de San Vicente, Santa Fe, donde transcurrió su infancia; otras sostienen que nació en Buenos Aires y a principios de siglo se trasladó a dicha población santafesina junto con su padre, quien era farmacéutico, y el resto de su familia.
Desde su juventud participó de la Unión Cívica Radical, el partido político argentino que bregaba por una ley de sufragio universal, en el cual ocupó diversos cargos. A partir de los años 1920 vivió en Buenos Aires. En 1962 murió por un paro cardíaco.

## El bastón blanco para ciegos
Según algunas publicaciones, el 22 de junio de 1931 (1921, según otras) Fallótico ayudó a cruzar la calle a un ciego y se preguntó por la manera de reconocer a una persona con esa discapacidad. Tuvo entonces la idea de crear un bastón de color blanco que permitiera identificarlas: ofreció su invento a la Biblioteca Argentina para Ciegos (institución creada en 1924) cuyo presidente Agustín C. Reduffo, lo adoptó. Al poco tiempo, el bastón blanco se convirtió en un símbolo universal de la personas afectadas por la ceguera. Cabe destacar que las únicas referencias al respecto, provienen de medios periodísticos argentinos, por lo general la invención se atribuye al inglés James Biggs.